# Голуб-бронзовокрил світлочеревий
Голуб-бронзовокрил світлочеревий (Henicophaps foersteri) — вид голубоподібних птахів родини голубових (Columbidae). Ендемік Папуа Нової Гвінеї.

## Опис
Довжина птаха становить 38 см. Лоб попелястий, тім'я, потилиця, спина і груди з боків рудуваті, решта верхньої частини тіла, крила і хвіст темно-сірі або пурпурові. На щоках попелясто-білуваті плями, решта нижньої частини тіла попеляста. На покривних перах крил райдужні, металево-блискучі плями. Райдужки темні, дзьоб чорнувато-коричневий, лапи червоні. У самиць дзьоб менший, ніж у самців, нижня частина тіла у них іржасто-коричнева.

## Поширення і екологія
Світлочереві голуби-бронзовокрили мешкають на островах Нова Британія, Умбой і Лолобау в архіпелазі Бісмарка. Вони живуть у первинних вологих тропічних лісах, на висоті до 700 м над рівнем моря. Живляться плодами.

## Збереження
МСОП класифікує цей вид як вразливий. За оцінками дослідників, популяція світлочеревих голубів-бронзовокрилів становить від 1000 до 2500 дорослих птахів. Їм загрожує знищення природного середовища.